# エルキ・フータモ
エルキ・フータモ（1958年 - 、英語：Erkki Huhtamo）は、フィンランド出身のメディア考古学者。カリフォルニア大学ロサンゼルス校(UCLA)デザイン・メディアアート学部教授。メディア文化論の世界的権威。

## 著書
- Media Archaeology: Dialogues between the Past, Present, and Future

邦訳は『メディア考古学 過去・現在・未来の対話のために』NTT出版（太田純貴編訳）、2015年